# Армандо Са
Армандо Са (порт. Armando Sá; Мапуто, 16. септембар 1975) је мозамбички фудбалски тренер и бивши играч који служи као помоћни тренер канадског клуба ФК Пасифик. Као играч, играо је углавном на позицији десног бека.
Поседује и португалски пасош и играо је професионално у четири земље у шеснаестогодишњој професионалној каријери: у Португалији (шест тимова, укључујући две и по године са Бенфиком), Шпанији, Енглеској (пет месеци са Лидс јунајтедом) и Ирану.